# 伊萬諾-弗蘭科夫斯克車站
伊萬諾-弗蘭科夫斯克（羅馬化：Ivano-Frankivsk）是烏克蘭西部城市伊萬諾-弗蘭科夫斯克的主要鐵路車站，當時伊萬諾-弗蘭科夫斯克仍稱作舊名斯坦尼斯勞，屬奧匈帝國加利西亞和洛多梅里亞王國的一部分。該站是現今烏克蘭境內最古老的火車站之一。
1903年到1906年，在維也納建築師E.鮑迪施（E.Baudisch）的領導下，車站大樓進行了擴建。數年後，塔爾努夫車站（現屬波蘭）也由鮑迪施以同樣的建築風格進行改建。